# Aoharu × Kikanjū
Aoharu × Kikanjū (青春×機関銃?) è un manga shōnen scritto e disegnato da NAOE, serializzato sul Monthly GFantasy della Square Enix dal 18 gennaio 2013. Un adattamento anime, prodotto dallo studio Brain's Base, è stato trasmesso in Giappone tra il 2 luglio e il 17 settembre 2015.

## Personaggi
Hotaru Tachibana (立花 蛍?, Tachibana Hotaru)
Doppiata da: Mikako Komatsu
Masamune Matsuoka (松岡 正宗?, Matsuoka Masamune)
Doppiato da: Tomoaki Maeno
Tōru Yukimura (雪村 透?, Yukimura Tōru)
Doppiato da: Yoshitsugu Matsuoka
Nagamasa Midori (緑 永将?, Midori Nagamasa)
Doppiato da: Kazuyuki Okitsu
Takatora Fujimoto (藤本 高虎?, Fujimoto Takatora)
Doppiato da: Ryōhei Kimura
Ichi Akabane (赤羽 市?, Akabane Ichi)
Doppiata da: Eri Kitamura
Hanako Sagara (相楽 華子?, Sagara Hanako)
Doppiata da: Kana Ueda
Kanae Yajima (矢島 鼎?, Yajima Kanae)
Doppiata da: Yui Horie

## Media

### Manga
La serie, scritta e disegnata da NAOE, ha iniziato la serializzazione sulla rivista Monthly GFantasy della Square Enix il 18 gennaio 2013. Il primo volume tankōbon è stato pubblicato il 27 luglio 2013 ed entro il 26 marzo 2016 ne sono stati messi in vendita dieci in tutto.

#### Volumi
| Nº  | Data di prima pubblicazione | Data di prima pubblicazione | Data di prima pubblicazione |
| Nº  | Giapponese                  | Giapponese                  |                             |
| --- | --------------------------- | --------------------------- | --------------------------- |
| 1   | 27 luglio 2013              | ISBN 978-4-7575-4020-0      |                             |
| 2   | 27 luglio 2013              | ISBN 978-4-7575-4021-7      |                             |
| 3   | 27 novembre 2013            | ISBN 978-4-7575-4152-8      |                             |
| 4   | 26 aprile 2014              | ISBN 978-4-7575-4298-3      |                             |
| 5   | 27 settembre 2014           | ISBN 978-4-7575-4431-4      |                             |
| 6   | 27 febbraio 2015            | ISBN 978-4-7575-4574-8      |                             |
| 7   | 27 giugno 2015              | ISBN 978-4-7575-4680-6      |                             |
| 7.5 | 26 settembre 2015           | ISBN 978-4-7575-4751-3      |                             |
| 8   | 27 ottobre 2015             | ISBN 978-4-7575-4784-1      |                             |
| 9   | 26 marzo 2016               | ISBN 978-4-7575-4936-4      |                             |

### Anime
La serie televisiva anime, prodotta dalla Brain's Base e diretta da Hideaki Nakano, è andata in onda dal 2 luglio al 17 settembre 2015. Le sigle di apertura e chiusura sono rispettivamente The Bravest Destiny dei Toy Gangan (un gruppo formato da Tomoaki Maeno, Yoshitsugu Matsuoka e Mikako Komatsu) e Gunjō survival (群青サバイバル?, Gunjō sabaibaru) di Mikako Komatsu. In America del Nord la serie è stata concessa in licenza alla Sentai Filmworks e gli episodi sono stati trasmessi in streaming, in contemporanea col Giappone, da Crunchyroll. In Australia e in Nuova Zelanda, invece, i diritti di streaming sono stati acquistati dalla AnimeLab.

#### Episodi
| Nº | Titolo italiano (traduzione letterale) Giapponese 「Kanji」 - Rōmaji                                                               | In onda           | In onda |
| Nº | Titolo italiano (traduzione letterale) Giapponese 「Kanji」 - Rōmaji                                                               | Giapponese        |         |
| 1  | Diamo inizio a questo scontro mortale senza fine 「死なない殺し合いを始めようか」 - Shinanai koroshiai o hajimeyō ka               | 2 luglio 2015     |         |
| 2  | Non ti avevo forse detto che non ho bisogno di amici? 「仲間なんて要らないって言ったよね？」 - Nakama nante iranai tte itta yo ne? | 9 luglio 2015     |         |
| 3  | Diventerò il tuo partner più grande 「最高の戦友になるんだからよ」 - Saikō no pātonā ni narun dakara yo                            | 16 luglio 2015    |         |
| 4  | Questo tizio non è adatto per il torneo 「こいつはあの大会には向いてねぇよ」 - Koitsu wa ano taikai ni wa mui tene yo              | 23 luglio 2015    |         |
| 5  | Non voglio lasciare questo team! 「このチームを抜けたくないっ！」 - Kono chīmu o nuketakunai!                                      | 30 luglio 2015    |         |
| 6  | Tempesta in arrivo 「嵐が、来る」 - Arashi ga, kuru                                                                                | 6 agosto 2015     |         |
| 7  | Dovremo schiacciare quella speranza 「その希望、早くブチ壊してあげなきゃね」 - Sono kibō, hayaku buchikowashite agenakya ne        | 13 agosto 2015    |         |
| 8  | Ciò che controlla la tua mente 「今、君の心を支配するもの」 - Ima, kimi no kokoro o shihai suru mono                               | 20 agosto 2015    |         |
| 9  | Ecco perché sono fico! 「だから私はかっこいいっ！」 - Dakara watashi wa kakkoii!                                                   | 27 agosto 2015    |         |
| 10 | Voglio combattere con queste persone 「この人たちと一緒に戦いたいっ」 - Kono hito-tachi to issho ni tatakaitai                     | 3 settembre 2015  |         |
| 11 | Facciamo qualcosa di divertente 「いいこと、しましょうか」 - Ii koto, shimashō ka                                                  | 10 settembre 2015 |         |
| 12 | Non mi muoverò da qui! 「この場所は譲らないっ！」 - Kono basho wa yuzuranai!                                                       | 17 settembre 2015 |         |